# Madhabhavi, Bijapur
Madhabhavi là một làng thuộc tehsil Bijapur, huyện Bijapur, bang Karnataka, Ấn Độ.